# Nazionale maschile di baseball di Porto Rico
La nazionale maschile di baseball di Porto Rico (in spagnolo Selección de béisbol de Puerto Rico, in inglese Puerto Rico National Baseball Team), nota anche come Team Rubio, rappresenta Porto Rico nelle competizioni internazionali, come il campionato mondiale di baseball organizzato dalla International Baseball Federation. Nel suo palmarès vanta un titolo mondiale, due secondi posti ai World Baseball Classic, e altre vittorie in competizioni minori come la Coppa America o i Giochi centramericani e caraibici.

## Piazzamenti

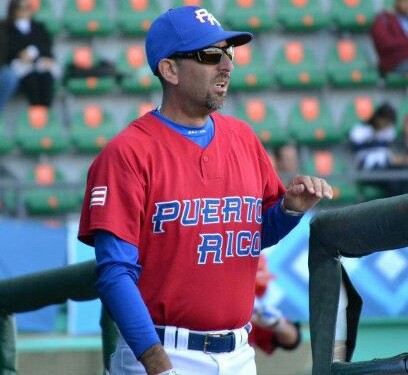
José David Flores

### Giochi olimpici
- 1988 :  3°[3]
- 1992 : 5°
- 1996 : non qualificata
- 2000 : non qualificata
- 2004 : non qualificata
- 2008 : non qualificata

### World Baseball Classic
- 2006 : 5°[1]
- 2009 : 5°[1]
- 2013 :  2°[1]
- 2017 :  2°[1]

### Campionato mondiale di baseball
- 1939 : non qualificata
- 1940 : 6°
- 1941 : 8°
- 1942 : non qualificata
- 1943 : non qualificata
- 1944 : 8°
- 1945 : non qualificata
- 1947 :  2°
- 1948 :  2°
- 1950 : 8°
- 1951 :  Campione
- 1952 :  3°
- 1953 : 6°
- 1961 : non qualificata
- 1965 :  3°

- 1969 : 7°
- 1970 :  3°
- 1971 : 4°
- 1972 : 6°
- 1973 :  2°
- 1973 :  3°
- 1974 : 6°
- 1976 :  2°
- 1978 : non qualificata
- 1980 : 8°
- 1982 : non qualificata
- 1984 : 8°
- 1986 : non qualificata
- 1988 : 6°
- 1990 : 4°

- 1994 : 11°
- 1998 : non qualificata
- 2001 : non qualificata
- 2003 : non qualificata
- 2005 : 8°
- 2007 : non qualificata
- 2009 : 4°
- 2011 : 10°

### Giochi Panamericani
- 1959 :  2°
- 1967 :  3°
- 1979 :  3°
- 1987 :  3°
- 1991 :  2°
- 1995 :  3°
- 1999 : non qualificata
- 2003 : non qualificata
- 2007 : non qualificata
- 2011 : 7°
- 2015 : 4°
- 2019 :  1°

### Coppa Intercontinentale
- 1973:  2°
- 1975: 5°
- 1977: 6°
- 1979: 5°
- 1981: non qualificata
- 1983: non qualificata

- 1985: non qualificata
- 1987: non qualificata
- 1989:  3°
- 1991: non qualificata
- 1993: non qualificata
- 1995: 6°

- 1997: non qualificata
- 1999: non qualificata
- 2002: non qualificata
- 2006: non qualificata
- 2010: non qualificata